# Vaḩdat Ḩannonov
Vaḩdat Ḩannonov (in tagico Ваҳдат Ҳаннонов?; Hisor, 25 luglio 2000) è un calciatore tagiko, difensore del Sepahan e della nazionale tagika.

## Caratteristiche tecniche
È un difensore centrale.

## Carriera

### Club
Il 7 novembre 2021 firma per il club iraniano Persepolis, con cui esordisce il 17 gennaio nella vittoria per 3-0 contro lo Zob Ahan.

### Nazionale
Nel 2018 esordisce con il Tagikistan, nell'amichevole persa per 1-0 contro l'Oman; nel 2023, nella partita valida per la CAFA Nations Cup 2023, sempre contro l'Oman segna la prima rete in nazionale. Sempre nel 2023 è stato inoltre convocato per la Coppa d'Asia.

## Statistiche

### Presenze e reti nei club
Statistiche aggiornate all'8 maggio 2025.
| Stagione          | Squadra           | Campionato        | Campionato | Campionato | Coppe nazionali | Coppe nazionali | Coppe nazionali | Coppe continentali | Coppe continentali | Coppe continentali | Altre competizioni | Altre competizioni | Altre competizioni | Totale | Totale | Totale |
| Stagione          | Squadra           | Comp              | Pres       | Reti       | Comp            | Pres            | Reti            | Comp               | Pres               | Reti               | Comp               | Pres               | Reti               | Pres   | Reti   |        |
| ----------------- | ----------------- | ----------------- | ---------- | ---------- | --------------- | --------------- | --------------- | ------------------ | ------------------ | ------------------ | ------------------ | ------------------ | ------------------ | ------ | ------ | ------ |
| 2020              | Istiklol          | VL                | 11         | 0          |                 | -               | -               |                    | -                  | -                  |                    | -                  | -                  | 11     | 0      |        |
| gen.-nov. 2021    | Istiklol          | VL                | 20         | 5          |                 | -               | -               | ACL                | 7                  | 1                  | ST                 | 1                  | 0                  | 28     | 6      |        |
| Totale Istiklol   | Totale Istiklol   | Totale Istiklol   | 31         | 5          |                 | -               | -               |                    | 7                  | 1                  |                    | 1                  | 0                  | 39     | 6      |        |
| 2021-2022         | Persepolis        | IPL               | 8          | 0          | CI              | 2               | 0               |                    | -                  | -                  | SI                 | 1                  | 0                  | 11     | 0      |        |
| 2022-2023         | Persepolis        | IPL               | 10         | 1          | CI              | 5               | 0               |                    | -                  | -                  |                    | -                  | -                  | 15     | 1      |        |
| 2023-2024         | Persepolis        | IPL               | 11         | 0          | CI              | 1               | 0               | ACL                | 4                  | 0                  |                    | -                  | -                  | 16     | 0      |        |
| Totale Persepolis | Totale Persepolis | Totale Persepolis | 29         | 1          |                 | 8               | 0               |                    | 4                  | 0                  |                    | 1                  | 0                  | 42     | 1      |        |
| 2024-2025         | Sepahan           | IPL               | 17         | 0          | CI              | 1               | 0               | AFC+AFC2           | 1+4                | 0+1                | SI                 | 1                  | 0                  | 24     | 1      |        |
| Totale carriera   | Totale carriera   | Totale carriera   | 77         | 6          |                 | 9               | 0               |                    | 16                 | 2                  |                    | 3                  | 0                  | 105    | 8      |        |

### Cronologia presenze e reti in nazionale
| Cronologia completa delle presenze e delle reti in nazionale ― Tagikistan | Cronologia completa delle presenze e delle reti in nazionale ― Tagikistan | Cronologia completa delle presenze e delle reti in nazionale ― Tagikistan | Cronologia completa delle presenze e delle reti in nazionale ― Tagikistan | Cronologia completa delle presenze e delle reti in nazionale ― Tagikistan | Cronologia completa delle presenze e delle reti in nazionale ― Tagikistan | Cronologia completa delle presenze e delle reti in nazionale ― Tagikistan | Cronologia completa delle presenze e delle reti in nazionale ― Tagikistan |
| Data                                                                      | Città                                                                     | In casa                                                                   | Risultato                                                                 | Ospiti                                                                    | Competizione                                                              | Reti                                                                      | Note                                                                      |
| ------------------------------------------------------------------------- | ------------------------------------------------------------------------- | ------------------------------------------------------------------------- | ------------------------------------------------------------------------- | ------------------------------------------------------------------------- | ------------------------------------------------------------------------- | ------------------------------------------------------------------------- | ------------------------------------------------------------------------- |
| 16-12-2018                                                                | Mascate                                                                   | Oman                                                                      | 1 – 0                                                                     | Tagikistan                                                                | Amichevole                                                                | -                                                                         |                                                                           |
| 20-12-2018                                                                | Madinat 'Isa                                                              | Bahrein                                                                   | 5 – 0                                                                     | Tagikistan                                                                | Amichevole                                                                | -                                                                         |                                                                           |
| 3-9-2020                                                                  | Tashkent                                                                  | Uzbekistan                                                                | 2 – 1                                                                     | Tagikistan                                                                | Amichevole                                                                | -                                                                         |                                                                           |
| 1-2-2021                                                                  | Dubai                                                                     | Giordania                                                                 | 2 – 0                                                                     | Tagikistan                                                                | Amichevole                                                                | -                                                                         |                                                                           |
| 5-2-2021                                                                  | Dubai                                                                     | Giordania                                                                 | 0 – 1                                                                     | Tagikistan                                                                | Amichevole                                                                | -                                                                         | 29’                                                                       |
| 25-3-2021                                                                 | Dushanbe                                                                  | Tagikistan                                                                | 3 – 0                                                                     | Mongolia                                                                  | Qual. Mondiali 2022                                                       | -                                                                         | 78’                                                                       |
| 24-5-2021                                                                 | Basra                                                                     | Iraq                                                                      | 0 – 0                                                                     | Tagikistan                                                                | Amichevole                                                                | -                                                                         |                                                                           |
| 29-5-2021                                                                 | Sharjah                                                                   | Thailandia                                                                | 2 – 2                                                                     | Tagikistan                                                                | Amichevole                                                                | -                                                                         | 90’                                                                       |
| 7-6-2021                                                                  | Suita                                                                     | Giappone                                                                  | 4 – 1                                                                     | Tagikistan                                                                | Qual. Mondiali 2022                                                       | -                                                                         |                                                                           |
| 15-6-2021                                                                 | Osaka                                                                     | Tagikistan                                                                | 4 – 0                                                                     | Birmania                                                                  | Qual. Mondiali 2022                                                       | -                                                                         | 8’                                                                        |
| 25-3-2022                                                                 | Namangan                                                                  | Uganda                                                                    | 1 – 1                                                                     | Tagikistan                                                                | Amichevole                                                                | -                                                                         |                                                                           |
| 29-3-2022                                                                 | Namangan                                                                  | Kirghizistan                                                              | 0 – 1                                                                     | Tagikistan                                                                | Amichevole                                                                | -                                                                         | 55’ 85’                                                                   |
| 11-6-2022                                                                 | Bishkek                                                                   | Tagikistan                                                                | 4 – 0                                                                     | Birmania                                                                  | Qual. Coppa d'Asia 2023                                                   | -                                                                         |                                                                           |
| 11-6-2022                                                                 | Bishkek                                                                   | Singapore                                                                 | 0 – 1                                                                     | Tagikistan                                                                | Qual. Coppa d'Asia 2023                                                   | -                                                                         |                                                                           |
| 14-6-2022                                                                 | Bishkek                                                                   | Kirghizistan                                                              | 0 – 0                                                                     | Tagikistan                                                                | Qual. Coppa d'Asia 2023                                                   | -                                                                         | 21’                                                                       |
| 22-9-2022                                                                 | Chiang Mai                                                                | Trinidad e Tobago                                                         | 1 – 2                                                                     | Tagikistan                                                                | King's Cup 2022 - Semifinale                                              | -                                                                         |                                                                           |
| 25-9-2022                                                                 | Chiang Mai                                                                | Tagikistan                                                                | 0 – 0                                                                     | Malaysia                                                                  | King's Cup 2022 - Finale                                                  | -                                                                         |                                                                           |
| 17-11-2023                                                                | Dushanbe                                                                  | Tagikistan                                                                | 0 – 0                                                                     | Russia                                                                    | Amichevole                                                                | -                                                                         |                                                                           |
| 11-6-2023                                                                 | Tashkent                                                                  | Tagikistan                                                                | 1 – 1                                                                     | Turkmenistan                                                              | CAFA Nations Cup 2023                                                     | -                                                                         |                                                                           |
| 14-6-2023                                                                 | Tashkent                                                                  | Oman                                                                      | 1 – 1                                                                     | Tagikistan                                                                | CAFA Nations Cup 2023                                                     | 1                                                                         |                                                                           |
| 17-6-2023                                                                 | Tashkent                                                                  | Uzbekistan                                                                | 5 – 1                                                                     | Tagikistan                                                                | CAFA Nations Cup 2023                                                     | -                                                                         | 28’ 65’                                                                   |
| 8-9-2023                                                                  | Bishan                                                                    | Singapore                                                                 | 0 – 2                                                                     | Tagikistan                                                                | Amichevole                                                                | 1                                                                         |                                                                           |
| 17-10-2023                                                                | Kuala Lumpur                                                              | Malaysia                                                                  | 0 – 2                                                                     | Tagikistan                                                                | Pestabola Merdeka 2023                                                    | -                                                                         | Ammonizione                                                               |
| 16-11-2023                                                                | Dushanbe                                                                  | Tagikistan                                                                | 1 – 1                                                                     | Giordania                                                                 | Qual. Mondiali 2026                                                       | -                                                                         |                                                                           |
| 21-11-2023                                                                | Islamabad                                                                 | Pakistan                                                                  | 1 – 6                                                                     | Tagikistan                                                                | Qual. Mondiali 2026                                                       | -                                                                         |                                                                           |
| 4-1-2024                                                                  | Abu Dhabi                                                                 | Hong Kong                                                                 | 1 – 2                                                                     | Tagikistan                                                                | Amichevole                                                                | -                                                                         |                                                                           |
| 13-1-2024                                                                 | Doha                                                                      | Cina                                                                      | 0 – 0                                                                     | Tagikistan                                                                | Coppa d'Asia 2023 - 1º turno                                              | -                                                                         |                                                                           |
| 17-1-2024                                                                 | Al Khor                                                                   | Tagikistan                                                                | 0 – 1                                                                     | Qatar                                                                     | Coppa d'Asia 2023 - 1º turno                                              | -                                                                         | 81’                                                                       |
| 22-1-2024                                                                 | Al Rayyan                                                                 | Tagikistan                                                                | 2 – 1                                                                     | Libano                                                                    | Coppa d'Asia 2023 - 1º turno                                              | -                                                                         |                                                                           |
| 28-1-2024                                                                 | Al Rayyan                                                                 | Tagikistan                                                                | 1 – 1 dts (5 – 3 dtr)                                                     | Emirati Arabi Uniti                                                       | Coppa d'Asia 2023 - 1º turno                                              | 1                                                                         |                                                                           |
| 2-2-2024                                                                  | Al Rayyan                                                                 | Tagikistan                                                                | 0 – 1                                                                     | Giordania                                                                 | Coppa d'Asia 2023 - 1º turno                                              | -                                                                         | 66’ (aut.)                                                                |
| 21-3-2024                                                                 | Riad                                                                      | Arabia Saudita                                                            | 1 – 0                                                                     | Tagikistan                                                                | Qual. Mondiali 2026                                                       | -                                                                         |                                                                           |
| 26-3-2024                                                                 | Dushanbe                                                                  | Tagikistan                                                                | 1 – 1                                                                     | Arabia Saudita                                                            | Qual. Mondiali 2026                                                       | -                                                                         | 35’                                                                       |
| 6-6-2024                                                                  | Amman                                                                     | Giordania                                                                 | 3 – 0                                                                     | Tagikistan                                                                | Qual. Mondiali 2026                                                       | -                                                                         | 85’                                                                       |
| 11-6-2024                                                                 | Dushanbe                                                                  | Tagikistan                                                                | 3 – 0                                                                     | Pakistan                                                                  | Qual. Mondiali 2026                                                       | 1                                                                         |                                                                           |
| 13-11-2024                                                                | Dushanbe                                                                  | Tagikistan                                                                | 4 – 0                                                                     | Nepal                                                                     | Amichevole                                                                | -                                                                         |                                                                           |
| 19-11-2024                                                                | Dushanbe                                                                  | Tagikistan                                                                | 3 – 1                                                                     | Afghanistan                                                               | Amichevole                                                                | -                                                                         | 83’                                                                       |
| 20-3-2025                                                                 | Dushanbe                                                                  | Tagikistan                                                                | 0 – 5                                                                     | Bielorussia                                                               | Amichevole                                                                | -                                                                         |                                                                           |
| 25-3-2025                                                                 | Dushanbe                                                                  | Tagikistan                                                                | 1 – 0                                                                     | Timor Est                                                                 | Qual. Coppa d'Asia 2027                                                   | 1                                                                         | 87’                                                                       |
| 10-6-2025                                                                 | Capas                                                                     | Filippine                                                                 | 2 – 2                                                                     | Tagikistan                                                                | Qual. Coppa d'Asia 2027                                                   | -                                                                         | 84’                                                                       |
| Totale                                                                    |                                                                           | Presenze                                                                  | 40                                                                        |                                                                           | Reti                                                                      | 5                                                                         |                                                                           |

## Palmares

### Club
- Vysšaja Liga (Tagikistan): 2

Istiklol: 2020, 2021
- Supercoppa del Tagikistan: 1

Istiklol: 2021
- Campionato iraniano: 2

Persepolis: 2022-2023, 2023-2024
- Coppa d'Iran: 1

Persepolis: 2022-2023
- Supercoppa d'Iran: 1

Sepahan: 2024

### Nazionale
- King's Cup (calcio): 1

2022